# Coucy-le-Château-Auffrique
Coucy-le-Château-Auffrique är en kommun i departementet Aisne i regionen Hauts-de-France i norra Frankrike. Kommunen ligger  i kantonen Coucy-le-Château-Auffrique som ligger i arrondissementet Laon. År 2022 hade Coucy-le-Château-Auffrique 989 invånare.

## Befolkningsutveckling
Antalet invånare i kommunen Coucy-le-Château-Auffrique
Referens: INSEE